# Šapinuva
Šapinuva, včasih tudi Sapinuva  (hetitsko Šapinuva) je bila v bronasti dobi hetitsko mesto na prostoru sedanjega Ortaköya, provinca Çorum, Turčija. Bila je ena od glavnih hetitskih verskih in upravnih središč, vojaška baza in občasna rezidenca hetitskih kraljev. Palača v Šapinuvi je večkrat omenjena v besedilih, odkritih v Hatuši.

## Izkopavanja
Ortaköy so prepoznali kot prostor staroveške Šapinuve  med raziskavami leta 1989. Univerza v Ankari je kmalu dobila dovoljenje Ministrstva za kulturo za začetek izkopavanj, ki so se začela naslednje leto. Najprej je bila izkopana zgradba A in leta 1995 zgradba B. Po letu 2000 sta bila  izkopana še ortostat  in  oglje iz 14. stoletja pr. n. št. Izkopavanja po letu 1996 je vodil Aygül Süel. 
V zgradbi A z mogočnim zidovjem je bilo  3000 glinastih tablic in fragmentov, shranjenih v treh ločenih arhivih  na gornjem nadstropju, ki se je med požarom  podrlo. 
Zgradba B je stala 150 metrov jugovzhodno od zgradbe A. V njej so odkrili skladišče glinastih vrčev. V tej zgradbi so odkrili tudi ortostat, ki zgleda kot Tudhalijev relief v Yazilkayi.

### Najdbe
Požar, ki je uničil Šapinuvo, je poškodoval  tudi njene arhive. Večina tablic je zdrobljenih in jih je bilo treba pred prevajanjem sestaviti.
Poistovetenje  najdišča s Šapinuvo je takoj popravilo napačno razumevanje hetitske geografije. Podatki v arhivih, ki so jih dotlej odkrili v Hatuši, so opisovali Šapinuvo kot mesto pod huritskim vplivom, zato so jo zgodovinarji umeščali na ozemlje južno od Hatuše, po odkritju pa so jo prestavili na severovzhod.
Tablice iz zgradbe A so pisane v več jezikih: 1500 v hetitskem, 600 v huritskem, ostale pa v hetitsko-huritskem, akadskem in hatskem jeziku. Na njih so tudi dvojezična besedila (hetitsko/hatska in hetitsko/huritska), hetitsko/sumersko/akadski slovarji in odtisi v luvijskih hieroglifih. Med hetitskimi besedili je veliko pisem, med huritskimi pa so večinoma rituali za očiščenje (itkalzi). Več pisem je povezanih s pismi, odkritimi v arhivu Maşat Höyüka. Pisma so pisana v srednje hetitskem narečju.

## Zgodovina
Šapinuva je imela ključen  strateški položaj med ravninama Alaka in Amasya,  obvladovala cesto Boğazköy – Hatuša in bila hkrati lahko branljiva. V gornjem delu mesta na zahodnih hribih so še vidni sledovi  vojaških in verskih zgradb. Bližnji hribi so bili tudi dragocen vir  pitne vode in lesa.
Hetiti so hkrati častili šapinuvskega in neriškega boga groma. V Šapinuvi in Neriku so zaradi oddaljenosti od Hatuše sprva govorili predvsem hatski jezik. Trditev dokazujejo zapisi v hatskem jeziku mestnem arhivu in popolna odsotnost palajskega jezika. Tudi ime Šapinuva je hatskega izvora. Prvi del imena šapi pomeni "bog", zato bi se celo ime lahko bralo "Božja dežela". Mesto so zelo verjetno ustanovili prav Hati.
V 15. stoletju pr. n. št. so bili sovražniki Hetitov na severni meji kraljestva Kaski. 
Izkopavanja v Ortaköyu so pokazala, da je bila Šapinuva v nekem obdobju v Srednjem kraljestvu v poznem 15. stoletju pr. n. št. hetitska prestolnica ali kraljeva rezidenca, čeprav je večina napisov iz zadnje faze Srednjega kraljestva (okoli 1400-1380 pr. n. št.) iz arhiva v Maşat Höyüku.
Domneva se, da so Šapinuvo v 14. stoletju pr. n. št. požgali Kaski. Hetitski dvor se je umaknil iz mesta, morda v Šamuho (Kayalıpınar). Šapinuve niso nikoli obnovili.

## Vir
- Süel, Aygul (2002). "Ortaköy-Sapinuwa". V Hans Gustav Güterbock, K. Aslihan Yener, Harry A. Hoffner, Simrit Dhesi (uredniki). Recent developments in Hittite archaeology and history. Eisenbrauns. str. 157–166.